# Budavári Imre
| Budavári Imre                             | Budavári Imre                             |
| Kattints az alábbi külső linkek egyikére! | Kattints az alábbi külső linkek egyikére! |
| ----------------------------------------- | ----------------------------------------- |
| Nem található szabad kép.(?)              |                                           |
| külső link · jogvédett                    | Budavári Imre 60 éves                     |

Budavári Imre (Budapest, 1956. június 14. –) világbajnoki és Európa-bajnoki ezüstérmes, olimpiai és Eb bronzérmes, valamint kétszeres BEK győztes vízipólós. Az 1983-as esztendőben pedig Magyarország legjobb vízilabdázójának választották. A Vasas Örökös bajnoka, Örökös Tagja és Aranygyűrű kitüntetéseinek is birtokosa.

## Életpályája
Tanulmányai: általános iskola: Medve utcai Általános Iskola 1962-1970, középiskola: Építőipari Szakközépiskola 1970-1974, egyetem: ELTE Állam- és Jogtudományi Kar 1981-1989

## Sportpályafutása
Tízéves kisgyerekként, a KSI-ben Széchy Tamás csapatához tartozott, együtt rótta a hosszokat Hargitay Andrással, Verrasztó Zoltánnal és Soós Csabával. Egy vakbélgyulladás szólt közbe, a gyógyulása után nem tudta visszaszerezni a legendás mester bizalmát. Tett még egy próbát az uszodában a pólósoknál, igy lett vízipólós. 1966-tól a Központi Sport- és Ifjúsági Egyesület, 1974-tól 1985-ig a Vasas SC vízilabdázója volt.
1982-ben a vízilabda világbajnokságon és 1983-ban a vízilabda Európa-bajnokságon ezüstérmet elért csapat tagja volt. A politikai okok miatt bojkottált 1984-os Los Angelesi olimpia után Olaszországban folytatta pályafutását. 1985-87 RN Arenzano, 1987-89 SS Nervi, 1989-91 RN Monte Argentario. Hazatérése után 1991-1995 között a Bánki VSE vízilabdázójaként fejezte játékos pályafutását.

### Sporteredményei
1975 és 1985 között több, mint 100 alkalommal szerepelt a magyar válogatottban. Edzőként az OSC felnőtt férfi csapatában tevékenykedett 1992-93 között és az 1993-ban megrendezett universiadén Buffallóban a Magyar Egyetemi válogatott szövetségi kapitányaként második helyezést ért el a csapattal. 1995-től a BÜK tagjaként ügyvédként dolgozik.
A Vasassal 9 magyar bajnoki címet szerzett, 4 Magyar Népköztársasági Kupa első helyet, 2 BEK győzelmet és 1 KEK győzelmet ért el. A Magyar bajnokságban (OB I) háromszor volt gólkirály (1979, 1983, 1985)

## Díjai, elismerései
- Az év magyar vízilabdázója (1983)